# Wenyen Gabriel
Wenyen Gabriel (Cartum, 26 de março de 1997) é um jogador profissional de basquete sul-sudanês-americano que joga pelo Los Angeles Lakers da NBA. Ele foi um recruta de 5 estrelas que em 2016 foi classificado como número 14 no Top 100 da ESPN e que jogou pela faculdade de Kentucky Wildcats.

## Carreira pré-universidade
Gabriel estudou na Academia Wilbraham & Monson em Wilbraham, Massachusetts, desde 2014. Antes disso, ele estudou na Trinity High School em Manchester, New Hampshire, durante três anos. Em 2015-16, ele teve uma média de 22,0 pontos por jogo, 14.0 rebotes por jogo, 7.0 blocks por jogo e 6,3 assistências por jogo. Em outubro de 2015, Gabriel anunciou a sua decisão de ingressar na Universidade de Kentucky. Em 2016, ele jogou 19 minutos no Nike Hoop Summit marcando dois pontos, pegando quatro rebotes e dando duas assistências. Em 2016, ele também jogou no Jordan Brand Classic. Gabriel foi classificado como um recruta de 5 estrelas e 14 no ranking da classe de 2016 da ESPN.

## Carreira na faculdade
Ele fez sua estreia no Wildcats em um jogo de exibição em 31 de outubro de 2016 contra Clarion University, chegando a nove pontos, dois rebotes e uma assistência, em 17 minutos saindo do banco de reservas. Como calouro, ele disputou 38 jogos, incluindo 23 como titular, com uma média de 4.6 pontos e 4.8 rebotes em 17.8 minutos. Durante seu segundo, Gabriel se torno uma peça-chave para o sucesso de Kentucky na temporada, com médias de 6.8 pontos e 5.4 rebotes em 37 jogos e liderou seu time com 40 tocos.

## Carreira profissional

### Sacramento Kings

#### Temporada 2018-19
Gabriel se declarou para o Draft de 2018, porém não foi draftado. Ingressou no Sacramento Kings para jogar a Summer League de 2018 e em 31 de julho de 2018, e assinou um contrato de two-way com o Kings. Entretanto, não jogou em nenhum jogo durante essa temporada.
Temporada 2019-20
Pouco antes do início da temporada 2019-20, o seu contrato foi convertido para um contrato padrão pelo Kings. Em 20 de dezembro de 2019, na vitória sobre o Delaware Blue Coats, fez um duplo-duplo com 16 pontos e 16 rebotes pelo Stockton Kings. Em 11 de janeiro de 2020, Gabriel fez 37 pontos, pegou 11 rebotes e deu 3 assistências numa vitória sobre o Iowa Wolves por 163 a 143.

### Portland Trail Blazers
Em 20 de janeiro de 2020, Gabriel foi trocado para o Portland Trail Blazers junto com Trevor Ariza e Caleb Swaningan pelo Kent Bazemore, Anthony Tolliver e duas futuras escolhas de segundo round. Ele fez a sua estreia em 31 de janeiro na vitória de 127 a 119 do Portland sobre o Lakers, com o 0 de 3 nos arremessos de quadra, 1 rebote, uma assistência e um toco em 13 minutos jogados.

## Salário anual
|  | Atual sálario |

| Ano       | Idade | Equipe                 | Salário  |
| --------- | ----- | ---------------------- | -------- |
| 2018-2019 | 22    | Sacramento Kings       | Mínimo   |
| 2019-2020 | 23    | Portland Trail Blazers | $898,310 |

- Assinou um contrato two-way de 2 anos na terça-feira, 31 de julho de 2018.
- Convertido para contrato de salário mínimo não garantido de 1 ano na segunda-feira, 21 de outubro de 2019.
- Contrato totalmente garantido sexta-feira, 10 de janeiro de 2020.
- Negociado do Kings para o Portland terça-feira, 21 de janeiro de 2020.

## Estatísticas da carreira

### Faculdade
| Ano      | Equipe            | PJ | PT | MPJ  | AP   | 3P   | LL   | RT  | AS  | BR  | TO  | PPJ |
| -------- | ----------------- | -- | -- | ---- | ---- | ---- | ---- | --- | --- | --- | --- | --- |
| 2016-17  | Kentucky Wildcats | 38 | 38 | 17.7 | .405 | .317 | .618 | 4.8 | 0.7 | 0.3 | 0.9 | 4.6 |
| 2017-18  | Kentucky Wildcats | 37 | 37 | 23.1 | .442 | .396 | .625 | 5.4 | 0.6 | 0.8 | 1.1 | 6.8 |
| Carreira |                   | 75 | 75 | 20.3 | .426 | .409 | .622 | 5.1 | 0.6 | 0.5 | 1.0 | 5.7 |

### NBA

#### Temporada regular
| Ano      | Equipe                 | PJ | PT | MPJ | AP   | 3P   | LL   | RT  | AS  | BR  | TO  | PPJ |
| -------- | ---------------------- | -- | -- | --- | ---- | ---- | ---- | --- | --- | --- | --- | --- |
| 2019-20  | Sacramento Kings       | 11 | 0  | 5.5 | .353 | .125 | .600 | 0.9 | 0.3 | 0.3 | 0.2 | 1.7 |
| 2019-20  | Portland Trail Blazers | 17 | 1  | 8.8 | .483 | .417 | .800 | 2.1 | 0.3 | 0.4 | 0.2 | 2.4 |
| Carreira |                        | 28 | 1  | 7.5 | .435 | .300 | .700 | 1.6 | 0.3 | 0.4 | 0.2 | 2.1 |

## Vida pessoal
Gabriel nasceu em Cartum, no Sudão, no dia 26 de Março de 1997. Por causa de sua irmã (nascida um ano antes) que tinha morrido na infância, Gabriel recebeu o nome de "Wenyen", que significa "enxugue suas lágrimas", no idioma local.
Duas semanas depois que ele nasceu, sua mãe, Rebecca se mudou com ele e seus três irmãos para o Cairo, no Egito, para escapar da violência da Segunda  Guerra Civil Sudanesa. Enquanto a mãe de Gabriel trabalhava para ganhar dinheiro suficiente para levar o pai, Makuac, para o Cairo, seu irmão de 7 anos, Komot, se tornou o principal cuidador de Gabriel.
Dois anos depois de se mudar para o Egito, a ONU concedeu um recurso para mover a família de refugiados para Manchester, New Hampshire, uma cidade Americana com uma grande população sul sudanesa.
Apesar de receber um passaporte americano em 2015 e ser escolhido para representar o EUA no Nike Hoop Summit em 2016, Gabriel considera o Sudão do Sul seu país natal.

## Prêmios e homenagens

### Colegial
- Jordan Brand Classic: 2016
- Nike Hoop Summit: 2016